# Zasmole
Zasmole – osada leśna w Polsce położona w województwie śląskim, w powiecie częstochowskim, w gminie Mykanów.